# 스펙태큘러 스파이더맨
《스펙태큘러 스파이더맨》(영어: The Spectacular Spider-Man)은 1968부터 연재된 마블 코믹스의 슈퍼히어로 스파이더맨을 주인공으로 한 만화 시리즈의 총칭이다.
스파이더맨이 등장하는 만화 《어메이징 스파이더맨》이 크게 성공하자, 마블 사에서는 스파이더맨을 주인공으로 한 또 다른 타이틀을 낼 만하다고 판단하였고 그 결과 1968년부터 연재되기 시작한 것이 이 '스펙태큘러 스파이더맨' 시리즈이다. 이후 《피터 파커, 스펙태큘러 스파이더맨》(Peter Parker, The Spectacular Spider-Man), the를 뺀 《스펙태큘러 스파이더맨》(Spectacular Spider-Man)으로 제목을 조금씩 바꾸면서 연재하였다. 또 동명의 TV 애니메이션 시리즈가 2008년부터 1년간 방영되었는데, 이 작품은 대한민국 국내에 '스파이더맨 vs. 최강의 적'이란 제목으로 수입되었다.

## 같이 보기
- 어메이징 스파이더맨